# Nowa Guzówka
Nowa Guzówka – kolonia wsi Guzówka w Polsce, położona w województwie lubelskim, w powiecie łukowskim, w gminie Stoczek Łukowski.
W latach 1975–1998 kolonia administracyjnie należała do województwa siedleckiego.